# 甘弼仕
甘弼仕爵士（英語：Sir Henry Hessey Johnston Gompertz，1867年8月31日—1930年2月4日），又名甘弼士、金弼士，英國殖民地官員、法官，1909年至1925年擔任香港最高法院副按察司，後於1925年至1929年間擔任馬來聯邦首席法官。
甘弼仕畢業於牛津大學埃克塞特學院，1899年以官學生身份加入海峽殖民地政府，初期曾於檳城供職。1897年，甘弼仕被調派至香港，並於1899年入讀林肯律師學院，並取得律師資格。他於香港歷任助理輔政司兼行政立法兩局秘書、田土法庭主席、巡理府等職位。其中田土法庭主席任內，甘弼仕協助土地劃界事宜以及負責統籌土地登記事宜，並通知村民申報土地擁有權。而於副按察司任內，他曾參與審理不同性質的案件，當中包括涉及決定是否剝奪律師執業資格的迪克森案、涉及引渡的洪兆麟案、李康美案以及數宗涉及《租金法案》的案件。而於馬來聯邦首席法官任內，甘弼仕亦有參與審理不同案件，案件涵蓋土地利益紛爭、行騙等類型，甚至涉及商人控告政府的案件。

## 早年生涯
甘弼仕在1867年8月31日生於英屬印度納恩迪亞爾，是亨利·詹姆斯·科利·貢伯茨（Henry James Colley Gompertz）的長子。甘弼仕早年入讀貝德福德學校，後負笈牛津大学埃克塞特学院。1890年，他以人文學科二級榮譽畢業，並獲得文學士學位。

## 殖民地生涯
大學畢業同年，甘弼仕以官學生身份加入海峽殖民地政府，並於1893年通過潮州話考核。通過考試後，甘弼仕於海峽殖民地政府擔任不同公職，包括於1893年擔任檳城最高法院助理司法常務官、1894年署任檳城第三裁判司、1897年擔任第二助理華民政務官一職。同年，甘弼仕被調派至香港出任助理總登記官。未幾，他於1899年入讀林肯律師學院，並取得律師資格。1900年，他獲委任為助理輔政司兼行政立法兩局秘書，後於1902年獲委任為田土法庭主席。
田土法庭主席任內，他協助土地劃界事宜以及負責統籌土地登記事宜，並通知村民申報土地擁有權:34。但是初期土地登記工作進度相當緩慢，因為村民不肯呈報所擁有的山坡地，遇上節慶和播種、收割季節時無法從村民收集資料，而且宗族和農民之間有著利益分歧，兩者均對政府的介入有所避忌:34。另外，甘弼仕亦認為村民以為按香港法例登記地契後便完成一切的工作，以致村民對申報土地擁有權一事相當冷淡:35。縱使登記工作困難重重，劃界工作最終於1903年完成。
1904年，甘弼仕辭去田土法庭主席職務，轉而署任警察裁判司，至1906年更一度署任律政司一職。另外，他於1907年獲委任為首席裁判司，更兩度署任最高法院副按察司一職，並兼任寮屋委員會主席和香港法律匯報編輯。1909年，他正式成為最高法院副按察司，展開長達16年的任期。

### 副按察司

#### 迪克森案
甘弼仕擔任副按察司期間曾參與審理不同性質的案件。1909年，甘弼仕曾與正按察司碧葛爵士開庭以決定是否剝奪涉嫌侵吞財產的律師克萊夫·弗萊徹·迪克森（Clive Fletcher Dixon）的執業資格。庭上，甘弼仕同意碧葛就著調查迪克森召開全席庭的決定。之後甘弼仕亦就著迪克森是否有還清借款，以及迪克森與其僱主黑斯廷斯與黑斯廷斯律師行（Messr. Hastings and Hastings）的僱用條款等問題質問控方律師埃爾登·波特（Eldon Potter）；另外亦就著迪克森是否牴觸《1888年律師法令》（Solicitors Act of 1888）一事質問辯方律師卡爾斯羅普（Calthrop）。他亦質問證人譚永光（Tam Wing Kwong，音譯）為何部分交易沒有收據，證人表示他是奉命不為。此外，由於律師行口譯員洪錦寧（Hung Kam Ling，音譯）亦有涉及交易，但他之後離職，所以甘弼仕亦對律師行更換口譯員一事詢問譚永光。甘弼仕聽取控辯雙方理據以及證人供詞後後宣讀判詞，認為迪克森雖然是一位能幹的律師，但他拿下律師行的財產後，主動離開律師行，欲自立門戶；亦認為私底下與迪克森討論交易一事的洪錦寧供詞不盡不實，是不可靠證人。他基於以上證據認為迪克森侵吞財產，違反律師操守。他與碧葛裁定剝奪迪克森律師執業資格三年。

#### 洪兆麟案

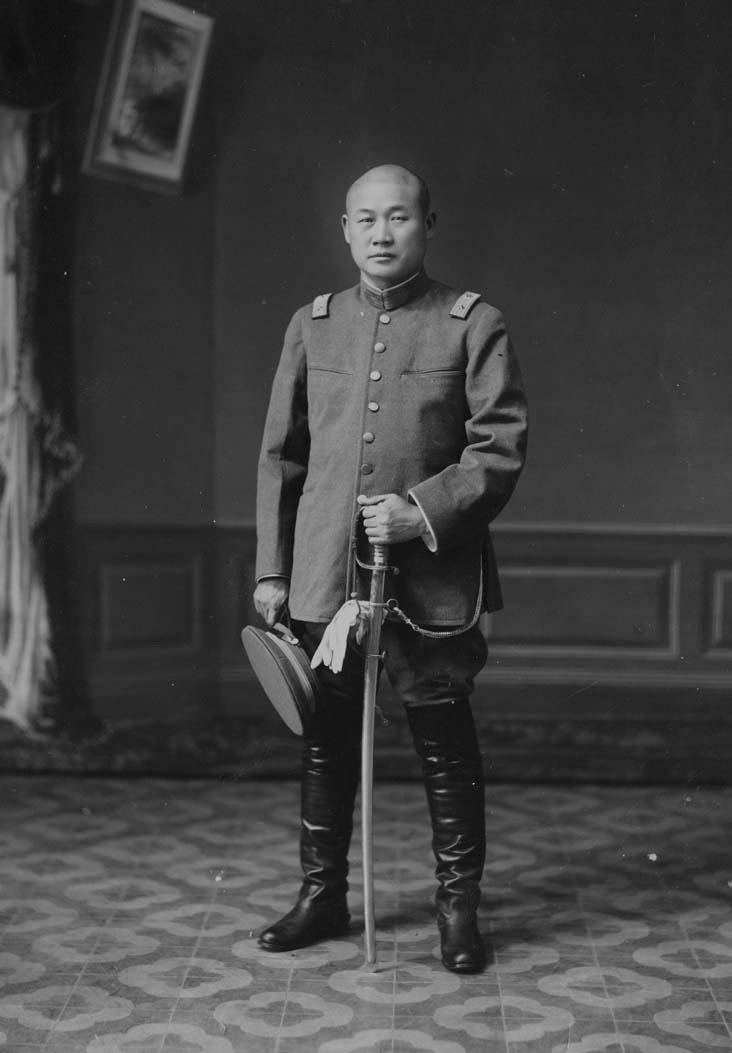
1913年，洪兆麟抵達香港之時，被龍濟光指犯下搶劫和謀殺罪，要求港府引渡他回廣州。案件於最高法院審理時，甘弼仕亦有參與其中。

1913年，洪兆麟奉孫中山之命於惠州發動武裝起義，但而失敗告終，1914年負傷逃至香港。但是，龍濟光事前向港府通報洪兆麟犯下搶劫和謀殺罪，要求港府引渡他回廣州，因此洪兆麟抵達香港之際便受香港警察拘捕。案件最初於中央巡理府審理，巡理府活約翰裁定洪兆麟罪名成立，但他亦依照重刑事案審理程序將案件轉交至最高法院審理。洪兆麟不服活約翰判決，於是向最高法院申請人身保護令。最高法院於1915年11月16日開庭審案，甘弼仕亦有參與主審。甘弼仕指出案件表面證供成立，但他亦指出活約翰雖然判洪兆麟罪名成立，但他對自己的判決仍有懷疑，他又認為活約翰基於之前的論據才作出判決，而且他亦對龍濟光所提供的證供有懷疑。辯論歷時十餘日，至12月24日法庭宣佈洪兆麟無罪，撤銷原判。甘弼仕宣讀判詞時表示活約翰曾表示根據控方方面證供，認為龍濟光的指控不可信，惟他最後裁定洪兆麟需要被遣返，並不是因為有被告犯罪的根據，是因為雙方各執一詞，而案情亦相當重大。然後被告以巡理府判決錯誤為由申請上訴，實出於武斷。他又認為巡理府如認為案情重大，巡理府應將案件轉交至最高法院審理。

#### 李康美案
1918年，律師秘書李康美被港府遞解出境，並將他扣押。後來李康美不復上訴，案件於是於最高法院審理。甘弼仕針對於狀書上援引證據一事上反駁律政司金培源不透露部分機密內容是為了保障公眾利益的論點，認為不透露包括行政局的會議記錄、華民政務司報告在內的機密內容，對被告和公眾均無益處。金培源仍堅持不透露部分機密內容是為了保障公眾利益，甘弼仕指出金培源的舉措會令他對《遞解條例》缺乏客觀的了解。正按察司戴華士爵士聽取華民政務司夏理德、警察司馬斯德等人的供詞後，認為港府應撤銷遞解李康美出境的決定，而甘弼仕亦有同樣的結論。

#### 房地產案件
甘弼仕於副按察司任內還曾經審理數宗涉及房屋的案件。1923年，他審理一宗涉及物業管有權的案件。案情指，兩名持有西營盤第一街102－116號樓宇的業主欲取得物業管有權。物業共有25名租客，其中14名租客已放棄物業管有權，但其餘11位租客拒絕遷出，業主於是控告拒絕遷出的租客。案件於最高法院審理。對於辯方律師傳召華民政務司署代表的決定，甘弼仕最初認為華民政務司署傾向以妥協的方式處理問題，傳召華民政務司署似乎作用不大；但後來他批准華民政務司署進行特權聲稱，拒絕透露業主與租客之間於華民政務司署進行的訪談。甘弼仕之後作出判決，判決考量的要點是業主提出取得物業管有權時是否需要通知租客。他認為，若要終止月租，業主須於一個月前通知租客的規定是不足夠的，故此《1922年租金法案》中的法定通知期是三個月。另外，他認為法定通知書已經足夠。而且他認為於法例條文中「遷出通知」（Notice to quit）前加上「可於任何時間失效」（Which may be expire at any time），以便租客有充足的時間另覓新居所，也方便業主租客遷出的同一天收回物業管有權。最後，甘弼仕認為由於現行法律是根據香港情況而制定的，所以並不會對地主做成不便，因此判業主勝訴。
後來，其中一位租客上訴，案件亦於最高法院審理。甘弼仕作出判決時考慮兩個要點，分別是《租金法案》條款是否有追溯期以及業主是否需要於發出法定通知書後，再於租客遷出前最少一個月前發出通知書。甘弼仕認為，遷出通知的安排並不理想，因為通知的有效期並不是按月來計算。然後，他認為《租金法案》新修訂的條款沒有追溯期，因為舊有條款並不涵蓋遷出通知，而業主亦被視作不受這些條款約束，故此駁回上訴。

### 馬來聯邦首席法官
1925年，甘弼仕調任馬來聯邦首席法官，任內他曾處理大大小小的訴訟。1926年，甘弼仕審理一宗商人控告政府的案件。案情指，工務司署其中一輛貨車駛至距離吉隆坡4.5英里的橋樑時，撞到一輛道奇車，而此車輛是由一名叫文森特·荷馬·科林斯（Vincent Homer Collins）的商人所擁有。科林斯之後控告雪蘭莪政府，要求政府賠償。案件由甘弼仕主審。他聽取控辯雙方陳詞後認為貨車司機不小心駕駛是意外發生的主因，故此判定科林斯獲賠償10450元。而於同一年，一名名叫坡地·辛高（Podi Singho）的僧伽羅僕人涉嫌私吞其主人切利亞（Chelliah）轉交予朋友的資金，被吉隆坡警察裁判司判處3個月勞役。後來辛高提出上訴，上訴一方求情時表示切利亞是一名受敬重的政府官員，不可能捏造供詞。而且辛高若是私吞資金，不可能主動到警署報案。甘弼仕為此作出判決時指他不同意裁判司的判決，又表示他若不判其上訴得直會違背自己的良心，故此判辛高上訴得直。
1926年4月，居於吉隆坡的D·J·艾比（D. J. Abey）的經紀人與T·M·孟席斯（T. M. Menzies）達成賣地協議。同年6月，雙方透過雪蘭莪政府完成買賣土地手續。但是艾比於同年5月在無權定價或接受報價的情況下，提出14000元報價。但孟席斯卻接受報價，並授權法律代表將土地轉售。艾比之後控告孟席斯，並要求孟席斯賠償915元。甘弼仕聽取雙方陳詞後，認為艾比定價或接受報價的權利早已失效，而且他亦沒有收到傭金，因此判艾比敗訴。而於1928年，N·M·馬利克（N. M. Mallik）與另外一對華人夫婦假稱自己擁有的土地種有橡膠樹，以騙取橡膠出口券（Rubber Coupon），被判監1年，後來馬利克提出上訴，由甘弼仕審理。甘弼仕認同控罪，但考慮到華人夫婦在獄中表現良好，故削減兩人刑期至6個月。
甘弼仕就任馬來聯邦首席法官之時，也有數件趣事。1934年，署名「M. T. S.」的讀者於海峽時報撰稿，憶述他與甘弼仕對於法官假髮的對話。該讀者對於馬來聯邦法官不帶假髮的習慣感到好奇，於是便詢問甘弼仕。甘弼仕表示，他也不知原因，又表示他於香港擔任副按察司時，常佩戴假髮，而於馬來聯邦供職之時也想延續這習慣，但是又怕別人取笑，所以在開庭時沒有佩戴假髮。另外，甘弼仕於1927年到彭亨關丹遊覽，但是關丹一帶剛發生水災，以致道路被淹，他所乘坐的車輛要在水中行駛，之後他更要以船隻代步。

## 晚年生活
甘弼仕於1929年卸去馬來聯邦首席法官職務，展開退休生活。他卸任後，社會上有傳聞指香港最高法院副按察司活約翰或是香港律政司金培源爵士將會接任此職。甘弼仕退休後先是與妻子赴英格蘭德文郡和蘇格蘭度假，然後定居於意大利阿拉西奥。1930年2月4日，甘弼仕於當地逝世，終年62歲。身後，他妻子為他於吉隆坡聖馬利亞座堂樹立紀念牌匾，牌匾於1932年揭幕。

## 個人生活
甘弼仕於1897年迎娶羅莎莉·比格斯（Rosalie Biggs）為妻，甘弼仕夫人的父親曾經擔任檳城殖民地牧師。兩人育有三名兒子。
甘弼仕閒餘時喜歡垂釣，並曾經擔任香港垂釣會會長。